# Krugerostreptus rugosostriatus
Krugerostreptus rugosostriatus är en mångfotingart som beskrevs av Christoph D. Schubart 1966. Krugerostreptus rugosostriatus ingår i släktet Krugerostreptus och familjen Spirostreptidae. Inga underarter finns listade i Catalogue of Life.